# Mesocyclops ellipticus
Mesocyclops ellipticus – gatunek widłonoga z rodziny Cyclopidae. Nazwa naukowa tego gatunku skorupiaków została opublikowana w 1936 roku przez niemieckiego zoologa Friedricha Kiefera. Gatunek został opisany z Wenezueli, później był też stwierdzany w Brazylii; stwierdzenia z Meksyku i Karaibów (w tym Kuby) zostały przypisane do opisanego w 1986 roku Mesocyclops reidae.